# Juanma Ortega
Juan Manuel Ortega Seguí (Barcelona, 5 de julio de 1966) es un conocido locutor español.
Comenzó su carrera profesional creando su propia emisora, aún en los años 80. Más tarde comenzó en varias emisoras libres de Barcelona como Radio Studio 5, en la que hizo el programa "Juanma de noche", en el que los oyentes le llamaban en antena para contarle sus problemas. 
Gracias al concurso de DJs que organizaba la S.E.R, comenzó en febrero de 1986 como DJ en Radio Barcelona, de la Cadena de Radio Los 40 Principales. En ella permaneció durante más de 20 años. Allí presentó programas como "El Gran Musical", "La Otra Noche" y el repaso semanal de la lista musical "Del 40 al 1". En mayo de 1989 se trasladó a Madrid para realizar programas en cadena como "This is Marlboro music" (un programa de música Country), "Rock on the London" etc. Presentó el programa "Del 40 al 1" durante cinco años. Su mayor éxito vino con el programa despertador "¡Anda ya!", que presentó y dirigió desde enero de 1998 durante ocho años.
Como DJ, ha llegado a realizar varios discos de mezclas como pueden ser: Don Disco Mix 2, Spanish Holiday Mix, Scratchin' 10 (1987); Don Disco Mix 3 (no publicado, 1988); Super Mix 4 (Disco que le encargó la compañía Vidisco para Portugal), Spanish Summer Connection (como Lolailo Scratch DJ)(1989) y Gramola Classics (1990, bajo el nombre de El Remixador Justiciero)
En televisión permaneció durante cinco años en Canal Plus. Fue la cara de los repasos a la lista de "Los 40", programas de entrevistas musicales y concursos juveniles como "Aventura Aventura". 
A finales de 2006 se incorporó al equipo de "Hoy por hoy", en la Cadena SER, como colaborador. Realiza varias secciones como son "Los sonidos del día", "La SER y Usted" y el resumen final de cada edición. Desde septiembre de 2010 y hasta julio de 2014 ha sido el animador del programa Carrusel deportivo también en la Cadena SER.
Ha conseguido galardones como el Premio Ondas a la innovación por el programa "Anda ya" y la Antena de Oro en dos ocasiones como mejor presentador. La Academia de las Artes y las Ciencias radiofónicas de España le ha otorgado el premio a la Mejor Voz Publicitaria de 2010. 
Como presentador de eventos ha sido, entre otros, el conductor de la ceremonia de entrega de los Premios Ondas en 2011, o de la Gala del Vendedor del año de la ONCE desde 2016.
Desde 2007 tiene su propia productora, Estudios Quinto Nivel. También es Director Creativo de la agencia Hello Radio, perteneciente al grupo Miogroup
Compaginó estas actividades con su programa despertador en la cadena de radio musical Melodía FM "Despiértame Juanma". Como detalle curioso, y en referencia a este programa radiofónico, tenía una breve colaboración diaria su hijo, Álex Ortega (nac. 2010), todos los días, a las 8:35.
Durante la temporada 2020 - 2021 ocupó el puesto de coordinador de contenidos de la cadena radiofónica Europa FM, también del grupo Atresmedia. En la actualidad se dedica al mundo de la publicidad.
Es el actual CEO y propietario de una productora de contenidos y emisora de radio experimental denominada Adio.FM, en la que realiza investigaciones sobre branded content y el futuro de la radio online.